# Camille Savary
Pour les articles homonymes, voir Savary.
Camille Savary, née le 4 novembre 1863 à Paris 11e et morte le 7 novembre 1951 à Paris 12e, est une militante associative française. Membre active des Unions chrétiennes de jeunes filles, elle est présidente de la commission nationale du Mouvement des éclaireuses, à l'origine de la Fédération française des éclaireuses.

## Biographie
Fille de Pierre Fulgence Savary, peintre, et de Véronique Adélaïde Champlay, son épouse, piqueuse de bottines, Camille Savary naît en 1863 à Paris.
Elle s'engage au sein de plusieurs associations protestantes. Elle est considérée comme l'une des premières « Unionistes », c'est-à-dire une membre active des Unions chrétiennes de jeunes filles. Les Unions chrétiennes de jeunes filles (UCJF) sont des associations d'origine chrétienne protestante qui sont inspirés par les Young Women's Christian Association (YWCA), équivalent féminin des Young Men's Christian Association (YMCA). Les Unions, qui sont regroupées dans une alliance nationale française (UCJF) ont pour objet d'aider les jeunes filles dans leur vie matérielle et spirituelle. Dans ces lieux va naître une partie du mouvement de scoutisme féminin français.
En 1897, elle est secrétaire de la Conférence du Creusot des UCJF et participe à la Conférence nationale des UCJF en 1900 et à Valentigney en 1909. Camille Savary est présidente de l'UCJF boulevard Barbès entre 1898 et 1900.
Elle dirige ensuite les UCJF de la Mission populaire de la rue Marcadet, dite « Maison verte » et de la rue Clignancourt. En avril 1912, un syndicat chrétien du travail féminin, association qui réunit des employeuses et des employées, est créé sous l'impulsion de Camille Savary.
Elle est aussi très active au sein de l’Étoile blanche, fondée en 1899 par Élie Gounelle et Aquilas Quiévreux, qui veut lutter contre « fléau de l'impureté » par « l'étude de la pureté et de la vie morale ».
Camille Savary est souvent présentée dans les ouvrages comme « évangéliste »,. Ce terme qui n'a pas du tout le même sens aujourd'hui, désignait visiblement les femmes formées pour diriger un établissement social protestant ou une structure sociale liée à l'évangile.
Dès 1912, des jeunes filles souhaitent expérimenter le scoutisme comme les éclaireurs créées quelques années plus tôt. Camille Savary charge Antoinette Butte de créer une section en 1916 à la Maison verte.
En 1920, au premier congrès des éclaireuses unionistes à Lyon, elle est nommée présidente de la commission nationale du Mouvement des éclaireuses. Cette commission sera à l'origine de la création de la Fédération française des éclaireuses qui va regrouper tous les groupes d'éclaireuses qui se créent depuis le début du scoutisme féminin en France.
C'est en 1921 que le scoutisme féminin se structure lors du congrès d’Épinal, congrès qui acte la création officielle de la Fédération française des éclaireuses (FFE) rassemblant des éclaireuses unionistes et « neutres » (c'est-à-dire laïques). Camille Savary est présidente du Mouvement des éclaireuses, puis de la FFE de 1920 à 1923-1924,. Marguerite Pichon-Landry lui succède à partir de 1923-1924 et reste présidente de la FFE jusqu'à sa dissolution en 1964.
Elle sera remplacée au sein du comité des UCJF par Blanchette Mommèja en 1923. Elle travaille ensuite à la Mission populaire évangélique rue Pierre Levée, sous la direction du pasteur Robert Lorriaux.
Camille Savary meurt en 1951, à l'hôpital des Diaconesses de Reuilly. Elle est inhumée le 9 novembre au cimetière parisien de Pantin.